# 嘗百社
嘗百社（しょうひゃくしゃ）は、江戸時代後期に尾張国名古屋で結成された本草学研究会。尾張藩の医者、藩士、民間人等により構成され、定期的に博物会を開催、尾張近郊へ採薬旅行に出かけ、数多くの標本、図譜、採薬記類を残した。

## 起源
文化頃、浅野春道、水谷豊文、大窪太兵衛、石黒済庵、岡林清達、柴田洞元、西山玄道、浅野文達、大河内存真等のメンバーが定期的に本草会を開き、薬物の鑑定大会、『本草綱目』の講読等を行ったことに始まる。その後、水谷豊文、石黒済庵、伊藤瑞三、大窪太兵衛、大河内存真がこれを引き継ぎ、17日は大窪太兵衛宅、他の7日に各人宅に集まるようになった。
その後吉田雀巣庵、大窪昌章、伊藤圭介、神谷三園等も加入し、文政10年（1827年）と11年（1828年）の間、大河内存真により嘗百社と命名された。社名は、中国神話において、神農が赤い鞭で草木を打ち、百の草を嘗めることで医薬を作ったという故事に因む。

## 活動
文化年間には水谷豊文が伊勢国、近江国、美濃国、木曽郡、紀伊国等尾張近郊へ採薬に出かけており、文政以降は大窪昌章を中心に採薬旅行が行われた。江戸や京都の博物家と比較して、遠方への採薬を頻繁に行っている。江戸在住の幕臣は幕府による行動の制約が厳しいこと、京都近郊の採薬地は鞍馬山・比叡山・伊吹山などに限られていることと比較して、尾張は周辺に採薬地が恵まれており、さらに藩士の行動も比較的制約が緩く恵まれていたという。
蘭書の研究も盛んで、文政9年2月21日（1826年3月29日）水谷豊文、大河内存真、伊藤圭介の3名は江戸参府途中のシーボルトを熱田宿で待ち受け、植物等に関して意見の交換、図譜の提供等を行った。
文政10年（1827年）3月15日伊藤圭介宅修養堂で尾張国初の博物会を開催し、天保8年（1837年）から安政6年（1859年）までは毎年1月25日吉田雀巣庵宅で博物会を開き、それ以外にも不定期に薬品会、本草会を開催した。
天保年間（1831年-1845年）には水谷、大窪等初期メンバーが相次いで没し、伊藤圭介が中心的役割を担うようになったが、幕末には伊藤圭介は公務が多忙のため名古屋を留守にすることが多くなり、文久2年（1862年）を最後に博物会は途絶え、跡を継ぐ有力な主導者も現れなかった。
明治7年（1874年）名古屋博覧会では、社員の戸田寿昌、菊池有英、吉田有政が出品を担当している。

## 解散
長く博物会が途絶えていた嘗百社は、桑名周辺で活動していた北勢交友社と合併することとなり、明治22年（1889年）8月1日正式に合併して北勢嘗百交友社となり、以後毎年主に桑名清水町浄土寺で北勢嘗百友会博物会を開催した。
明治35年（1902年）11月9日富田村正泉寺で行われた第31回博物会を最後に博物会は行われなくなり、自然消滅した。
一方、別に明治19年（1886年）3月15日社員小塩五郎宅で随意会が発足しており、4月8日浪越博物会に改称して定期的に教育博物会を開催、明治25年（1892年）愛知教育博物館開館へと繋がった。

## 主な関係者
- 浅井樺園
- 浅野春道
- 石井隆庵
- 石黒済庵
- 伊藤圭介
- 伊藤篤太郎
- 大窪昌章
- 大河内存真
- 植木屋曽吉
- 小塩五郎
- 兼康友悦
- 神谷三園
- 神波梃庵
- 柴田洞元
- 田中芳男
- 千村五郎
- 西山玄道
- 丹波修治
- 野村立栄
- 松井鶴羨
- 水谷覚夢
- 水谷豊文
- 水谷義三郎
- 水谷助六
- 柳田凌雲
- 山中八十郎
- 吉雄常三
- 吉田雀巣庵
- 渡辺規綱